# Laureano Rubial
Laureano Rubial Fernández (Luarca, Asturias, 18 de mayo de 1947-Zaragoza, 13 de enero de 2024) fue un futbolista español que se desempeñaba como delantero.

## Clubes
| Club            | País   | Año       |
| --------------- | ------ | --------- |
| U.P. Langreo    | España | 1967-1968 |
| Pontevedra C.F. | España | 1970-1972 |
| Real Zaragoza   | España | 1972-1978 |
| Terrassa F.C.   | España | 1978-1979 |
| A.D. Sabiñánigo | España | 1979-1981 |